# Bulbophyllum caudipetalum
Bulbophyllum caudipetalum là một loài phong lan thuộc chi Bulbophyllum.